# 陳思
陳思（?—?），字續芸。南宋臨安（杭州）人。

## 生平
陳起之子，約宋理宗時（1225年—1264年）在世。陳思在都城臨安棚北大街開設過書坊，經營刻書及賣書。編刊了《寶刻叢編》、《海棠譜》、《書苑菁華》、《小字錄》及《兩宋名賢小集》等，著有《書小史》10卷。其從孫陳世隆曾將《两宋名贤小集》補增至三百八十卷。